# Arvid Fougstedt
Arvid Lorentz Fougstedt, född 17 juni 1888 i Stockholm, död 4 oktober 1949 i Stockholm,  var en svensk målare och tecknare. Han var son till kamreraren Lorenz Olof Fougstedt och Ingeborg Pettersson.

## Biografi
Fougstedt studerade vid Tekniska skolan i Stockholm och började där alltmer ägna sig åt teckning. En tid var han som tecknare knuten till skämttidningen Puck. I Paris studerade han vid Académie Colarossi med Christian Krohg som lärare, och på Henri Matisses skola. Under parisåren tog han intryck av Jacques-Louis Davids måleri, vilket på flera sätt främjade hans konstnärsstil. Han studerade också de franska renässansmästarna. 
År 1916 for Fougstedt till Madrid där han fick i uppdrag att kopiera Memlings altartriptyk i Pradomuseet vilket också kom att påverka hans stilutveckling. Återkommen till Sverige 1917 hade hans stil nått sin syntes av fransk empir, fransk kubism, tysk renässans och nederländsk ungrenässans. Hans målning Ingres i Davids ateljé (1918) är närmast en programförklaring till den nya saklighetens stil. Han sökte sig till Öland och knöt förbindelser med den så kallade Vicklebyskolan. Som grafiker utbildade han sig hos Axel Tallberg. Tillsammans med Leander Engström företog Fougstedt en studieresa till Italien 1921 och deltog efter hemkomsten i gruppen Falangens utställning i Stockholm. Falangen bestod bland annat av Nils von Dardel, Einar Jolin, Hilding Linnqvist och Otte Sköld. Han etablerade sig nu som en betydande porträttkonstnär, med både individuella studier och grupporträtt, präglade av stor förmåga till inlevelse, iakttagelse och beskrivning av det plastiska. 
Kända arbeten av honom är därvid Fem konstnärer (1920, Gripsholm) och Styrelsen för Österlens museum (1945, Österlens museum, Simrishamn) och är representerad vid bland annat Göteborgs konstmuseum, Norrköpings konstmuseum  och ArkDes. Han blev 1934 ledamot av Konstakademien och 1937 professor i teckning där. 
Under 1940-talet deltog Fougstedt med en akvarell i en tävling om reklam för Rops damstrumpor. Ellen Palm stod modell.
Arvid Fougstedt är gravsatt i Högalidskyrkans kolumbarium i Stockholm. Han var bror till skulptören Nils Fougstedt och far till konstnären Erik Wessel-Fougstedt. Det finns också ett mer avlägset släktskap till den finske dirigenten och tonsättaren Nils-Eric Fougstedt.